# فيدل مينو
فيدل مينو (بالإسبانية: Fidel Miño)‏ هو لاعب كرة قدم باراغواياني في مركز الوسط، ولد في 24 أبريل 1957 في ايتاجوا في باراغواي. شارك مع منتخب باراغواي لكرة القدم. أما مع النوادي، فقد لعب مع أوليمبيا أسونسيون وسبورتيفو لوكوينو وناسيونال أسونسيون.

## وصلات خارجية
- فيدل مينو على موقع قاعدة بيانات كرة القدم.إي يو (الإنجليزية)
- فيدل مينو على موقع ناشيونال فوتبول تيمز (الإنجليزية)